# Luisa Guerrero de Torres y del Camino
Luisa Guerrero de Torres y del Camino (Madrid, 28 de febrer de 1834-22 d'octubre de 1855) va ser una cantant aficionada, pianista i compositora espanyola, morta prematurament.
Era filla d'una família noble, de la qual va ser hereva. Va rebre una bona educació al col·legi de Juliana Clavel, on destacà en les matèries habituals de l'època, com en la música. Va tenir com a mestre de cant, harmonia i solfeig a Baltasar Saldoni i de piano de Villalba i Mata.
Ben aviat es va donar a conèixer als concursos públics del centre, com en els concerts que es feien a casa del mestre Saldoni. Va ser molt notable tant en cant, amb una veu mezzosoprano, tot i fer-ho només per afició, com en el piano, amb el qual va tocar importants peces a la perfecció. També va compondre una polca per a piano titulada Mi primer pensamiento, que després va ser arreglada pels seus mestres a banda i fou tocada per la Música de Arma de Ingenieros.
Va morir molt jove, amb tan sols 21 anys, el 22 d'octubre de 1855 al seu domicili del carrer d'Alcalá, núm. 52 bis. En l'àmbit personal, va estar casada amb Manuel Ramón Zarco del Valle y Espinosa de los Monteros, a qui va llegar les seves propietats.